# Santos FC
Câu lạc bộ bóng đá Santos (tiếng Bồ Đào Nha: Santos Futebol Clube, phát âm tiếng Bồ Đào Nha: [ˈsɐ̃tus futʃiˈbɔw ˈklubi]), viết tắt là Santos F.C., hoặc đơn giản là Santos, là câu lạc bộ bóng đá chuyên nghiệp có trụ sở tại Santos, São Paulo (Brasil). Thành lập năm 1912, Santos F.C. chơi tại giải Campeonato Paulista và Campeonato Brasileiro Série B giải bóng đá hạng hai Brasil sau khi xuống hạng ở mùa giải 2023,đây là lần đâu tiên xuống hạng trong lịch sử câu lạc bộ.

## Danh hiệu

### Châu lục
- Campeonato Paulista (19):[2] 1935, 1955, 1956, 1958, 1960, 1961, 1962, 1964, 1965, 1967, 1968, 1969, 1973, 1978, 1984, 2006, 2007, 2010, 2011
- Copa Paulista de Futebol (1):[3] 2004

### Quốc nội
- Campeonato Brasileiro Série A (8):[4] 1961, 1962, 1963, 1964, 1965, 1968, 2002, 2004
- Copa do Brasil (1):[5] 2010
- Torneio Rio-São Paulo (5):[6] 1959, 1963, 1964, 1966, 1997

### Quốc tế
- Copa Libertadores (3):[7] 1962, 1963, 2011
- Copa CONMEBOL (1):[8] 1998
- Intercontinental Cup (2):[9] 1962, 1963
- Recopa Sudamericana (1):[10] 1968
- Intercontinental Supercup (1):[11] 1968

## Cầu thủ

### Đội hình hiện tại
Tính đến 30 tháng 1 năm 2025
Ghi chú: Quốc kỳ chỉ đội tuyển quốc gia được xác định rõ trong điều lệ tư cách FIFA. Các cầu thủ có thể giữ hơn một quốc tịch ngoài FIFA.
| Số | VT | Quốc gia  | Cầu thủ                          |
| -- | -- | --------- | -------------------------------- |
| 1  | TM | Brasil    | João Paulo (đội trưởng thứ 4)    |
| 2  | HV | Brasil    | Zé Ivaldo (cho mượn từ Cruzeiro) |
| 3  | HV | Brasil    | João Basso                       |
| 4  | HV | Brasil    | Gil                              |
| 5  | TV | Brasil    | João Schmidt                     |
| 7  | TV | Venezuela | Yeferson Soteldo                 |
| 8  | TV | Venezuela | Tomás Rincón (đội trưởng)        |
| 9  | TĐ | Brasil    | Tiquinho Soares                  |
| 10 | TĐ | Brasil    | Neymar                           |
| 11 | TĐ | Brasil    | Guilherme                        |
| 12 | TM | Brasil    | Diógenes                         |
| 13 | HV | Brasil    | Aderlan                          |
| 14 | HV | Brasil    | Luan Peres                       |
| 16 | TV | Brasil    | Thaciano                         |

| Số | VT | Quốc gia  | Cầu thủ                                      |
| -- | -- | --------- | -------------------------------------------- |
| 21 | TV | Brasil    | Diego Pituca (đội phó)                       |
| 25 | HV | Brasil    | Luisão                                       |
| 27 | TĐ | Brasil    | Willian                                      |
| 29 | HV | Argentina | Leo Godoy (cho mượn từ Athletico Paranaense) |
| 31 | HV | Argentina | Gonzalo Escobar                              |
| 32 | HV | Brasil    | Jair Cunha                                   |
| 33 | HV | Brasil    | Souza                                        |
| 35 | TV | Brasil    | Hyan                                         |
| 38 | HV | Brasil    | Kevyson                                      |
| 43 | TĐ | Brasil    | Luca Meirelles                               |
| 44 | HV | Brasil    | JP Chermont                                  |
| 47 | TV | Bolivia   | Miguel Terceros                              |
| 77 | TM | Brasil    | Gabriel Brazão                               |

### Cho mượn
Ghi chú: Quốc kỳ chỉ đội tuyển quốc gia được xác định rõ trong điều lệ tư cách FIFA. Các cầu thủ có thể giữ hơn một quốc tịch ngoài FIFA.
| Số | VT | Quốc gia | Cầu thủ                                                      |
| -- | -- | -------- | ------------------------------------------------------------ |
| —  | HV | Brasil   | Alex (tại Portuguesa đến 20 tháng 4 năm 2025)                |
| —  | HV | Brasil   | Luiz Felipe (tại Goiás đến 30 tháng 11 năm 2025)             |
| —  | HV | Brasil   | Messias (tại Goiás đến 30 tháng 11 năm 2025)                 |
| —  | HV | Brasil   | Nathan Santos (tại Internacional đến 30 tháng 6 năm 2025)    |
| —  | HV | Brasil   | Rodrigo Ferreira (tại São Bernardo đến 31 tháng 10 năm 2025) |
| —  | TV | Brasil   | Balão (tại Sampaio Corrêa đến 31 tháng 10 năm 2025)          |
| —  | TV | Brasil   | Ed Carlos (tại Niki Volos đến 30 tháng 6 năm 2025)           |
| —  | TV | Brasil   | Kevin Malthus (tại Cianorte đến 30 tháng 11 năm 2025)        |

| Số | VT | Quốc gia | Cầu thủ                                                          |
| -- | -- | -------- | ---------------------------------------------------------------- |
| —  | TV | Brasil   | Matheus Nunes (tại Portuguesa đến 16 tháng 11 năm 2025)          |
| —  | TV | Brasil   | Nonato (tại Fluminense đến 30 tháng 6 năm 2025)                  |
| —  | TV | Uruguay  | Rodrigo Fernández (tại Independiente đến 31 tháng 12 năm 2025)   |
| —  | TV | Brasil   | Vinicius Balieiro (tại Chapecoense đến 30 tháng 11 năm 2025)     |
| —  | TV | Brasil   | Vinicius Zanocelo (tại Estoril đến 31 tháng 5 năm 2025)          |
| —  | TĐ | Colombia | Alfredo Morelos (tại Atlético Nacional đến 31 tháng 12 năm 2025) |

## Các huấn luyện viên và cầu thủ nổi bật
Pelé, Tiền đạo huyền thoại Brazil, từng nâng cao 3 chức vô địch World Cup, được mệnh danh là "Vua bóng đá thế giới".
Neymar, đội trưởng Đội tuyển bóng đá quốc gia Brasil, giúp Brasil giành HCV Olympic năm 2016. Năm 2025, anh đã chính thức quay trở lại đội bóng